# Pentheria intermedia
Pentheria intermedia är en tvåvingeart som beskrevs av Lyneborg 1978. Pentheria intermedia ingår i släktet Pentheria och familjen stilettflugor.
Artens utbredningsområde är Zimbabwe. Inga underarter finns listade i Catalogue of Life.